# Panevropski koridor X
Koridor X je jedan od panevropskih saobraćajnih koridora. Ide od Austrije do Grčke, a prolazi većim delom kroz bivše jugoslovenske republike (Slovenija, Hrvatska, Srbija i Severna Makedonija), a dodat je nakon okončanja ratova na prostoru Jugoslavije, na konferenciji u Helsinkiju, 1997. godine. 
Obuhvata kako železnički (dužine 2.528 km), tako i drumski koridor (2.300 km). 

## Trasa Koridora 10
Osim glavne trase Salzburg - Solun, postoje i 4 kraka. Glavna trasa na svom delu kroz bivšu SFRJ u potpunosti odgovara trasi nekadašnjeg, delimično realizovanog Auto-puta bratstvo i jedinstvo).
Glavna trasa: Salzburg (A) - Ljubljana (SLO) - Zagreb (HR) - Beograd (SRB) - Niš (SRB) - Skoplje (MK) - Veles (MK) - Solun (GR).
/njegovu drumsku komponentu pokrivaju nacionalni (auto)putevi A10 (A) - A2 (SLO) - A3 (HR) - ,  i  (SRB) - A1 (MK) - 1(GR)/
- Krak A: Grac (A) - Maribor (SLO) - Zagreb (HR) /A9 (A) - A1 i 9 (SLO) - A2 (HR)/
- Krak B: Budimpešta (H) - Novi Sad (SRB) - Beograd (SRB) /M5 (H) - A1 (SRB)/
- Krak C: Niš (SRB) - Sofija (BG) - Dimitrovgrad (BG) - Istanbul (TR) - preko Koridora 4 /A4 (SRB) - 8 i A1 (BG) - O3 (TR)/
- Krak D: Veles (MK) - Prilep (MK) - Bitolj (MK) - Florina (GR) - Igumenica (GR)

## Drumski Koridor 10 kroz Srbiju
Kroz Srbiju Koridor 10 prolazi sledećom trasom, na kojoj njegov drumski aspekt pokrivaju sledeći magistralni putevi:
- glavni pravac (A3-Batrovci-Beograd,A1-Beograd-Preševo): Batrovci, opština Šid (granica sa Hrvatskom) - Beograd - Tabanovce, opština Preševo (granica sa Severnom Makedonijom), a krakovi u Srbiji su:
- Krak B: Horgoš, Opština Kanjiža (granica sa Mađarskom) - Beograd i
- Krak C: Niš - Gradina, opština Dimitrovgrad (granica sa Bugarskom).

Trasom drumskog Koridora 10 u Srbiji, vode sledeći Evropski putevi:
- - deonica Batrovci, opština Šid (granica sa Hrvatskom) - Beograd
- - deonica Horgoš, Opština Kanjiža (granica sa Mađarskom) - Beograd - Tabanovce, opština Preševo (granica sa Severnom Makedonijom)
- - deonica Niš - Gradina, opština Dimitrovgrad (granica sa Bugarskom)

### Pokrivenost auto-putevima
U sadašnjosti (2019), drumski aspekt Koridora 10 kroz Srbiju, pokriven je auto-putem nasleđenim iz bivše SFRJ (Auto-put Bratstvo i jedinstvo), tj. u potpunosti od Batrovaca do Tabanovaca.Planira se i obilaznica oko Beograda: za sada je završen pun profil auto-puta na deonici Batajnica-Ostružnica,jedna kolovozna traka na deonici Ostružnica-Orlovača(Beograd)-tunel Straževica,a nedostaje na deonici tunel Straževica-Bubanj potok.
- Na Kraku B kroz Srbiju, auto-put od Horgoša do Beograda je završen (vidi E75).
- Na trasi Kraka C kroz Srbiju, izgrađene su deonice Niš- Prosek-Bancarevo, Crvena Reka - Staničenje, Pirot-Dimitrovgrad zapad i Dimitrovgrad istok - granični prelaz Gradina. Deonice Bancarevo - Crvena Reka (12km), Staničenje - Pirot (14km) i obilaznica oko Dimitrovgrada su otvorene za saobraćaj 9.11.2019. godine (vidi E80), čime je kompletna trasa od Niša do Dimitrovgrada pokrivena autoputem.

### Preduzeće "Koridor 10" doo
Početkom 2009. godine, JP „Putevi Srbije“ je u cilju izgradnje auto-puta na preostalim delovima Koridora 10 kroz Srbiju, osnovalo posebno preduzeće - "Koridor 10" d.o.o. Док је 2011. године преименовано у "Koridori Srbije" d.o.o.
Ovo privredno društvo je osnovano sa ciljem upravljanja državnim putevima u izgradnji i to na određeno vreme - do završetka izgradnje i rekonstrukcije svih deonica putne infrastrukture na Koridoru 10 u Srbiji. U nadležnosti ovog preduzeća su 4 dela trase koridora 10 kroz Srbiju:
- Sektor „Beograd“ (Koridor 10  ) - Obilaznica oko Beograda, - ukupna dužina 47,4km, od čega je na 16,8km već izgrađeno pola profila auto-puta
- Sektor „Jug“ (Koridor 10   - Grabovnica – Levosoje, Opština Bujanovac - dužina 76,3km
- Sektor „Sever“ (Krak B  ) - Horgoš, Opština Kanjiža – Novi Sad - tačna dužina 107,7 km, već izgrađeno pola profila auto-puta
- Sektor „Istok“ (Krak C  ) - Niš (Prosek, GO Niška Banja) - Gradina, Opština Dimitrovgrad (granica sa Bugarskom) - dužina 83,3km

Prilikom rada na koridoru 10 otkriveno je 30 arheoloških lokacija na istočnom kraku u Srbiji, od Proseka kod Sićeva do granice sa Bugarskom. Među arheološkim nalazima su i ostaci crkve stare 17 vekova kod Bele Palanke, selo Špaj koje može uticati na izmeštanje trase koridora u tom delu.

## Železnički Koridor 10 kroz Srbiju
Železnički Koridor 10 u Srbiji u celosti je pokriven prugama. Osnovna trasa je: 
- Београд центар – Stara Pazova – Šid (državna granica sa Hrvatskom)
- Београд центар – Mladenovac – Velika Plana – Niš
- Rakovica – Jajinci – Mala Krsna – Velika Plana
- Niš – Preševo (državna granica sa Severnom Makedonijom).

Dodatni kraci su: 
- Xb Subotica (državna granica sa Mađarskom) – Novi Sad – Stara Pazova
- Xc Niš – Dimitrovgrad (državna granica sa Bugarskom).

Dvokolosečna pruga postoji na deonicama Šid (državna granica sa Hrvatskom) – Stara Pazova – Београд центар – Resnik, Velika Plana – Stalać i Đunis – Niš.

## Spoljašnje veze
- Mapa Koridora 10 na sajtu Ekonomske komisije Ujedinjenih nacija za Evropu
- Koridor 10 doo Архивирано на веб-сајту  (20. септембар 2020) - Sajt preduzeća Koridor 10 doo, gde se mogu videti trenutni radovi na izgradnji Koridora 10
- Sutra dan za istoriju: Posle 49 godina završen Panevropski koridor kroz Srbiju (B92, 17. maj 2019)